# Temporada do Bath Rugby Football Club de 2011–12
Na Temporada 2011/12 a equipe do Bath Rugby disputou a Aviva Premiership, a Copa Heineken e a Copa Anglo-Galesa.
Ver Temporada 2012/13

## Equipe do Bath Rugby para a temporada 2011/12[1]
| Nome                                        | Posição                   | Nascimento             | Nacionalidade esportiva | Convocações (pontos marcados) | Clube anterior            | Chegada ao clube |
| Ross Batty                                  | Hooker                    | 20 de setembro de 1986 | Inglaterra              | -                             | formado no clube          | 2006*            |
| Chris Biller                                | Hooker                    | 10 de outubro de 1985  | Estados Unidos          | 6 (5)                         | San Francisco Golden Gate | 2011             |
| Pieter Dixon                                | Hooker                    | 17 de outubro de 1977  | África do Sul           | -                             | Stormers                  | 2005             |
| Lee Mears                                   | Hooker                    | 5 de março de 1979     | Inglaterra              | 39 (5)                        | formado no clube          | 1999*            |
| Charlie Beech                               | Pilar                     | 21 de julho de 1987    | Inglaterra              | -                             | London Wasps              | 2011             |
| Duncan Bell                                 | Pilar                     | 1 de outubro de 1974   | Inglaterra              | 5 (0)                         | Pontypridd RFC            | 2003             |
| Nathan Catt                                 | Pilar                     | 6 de fevereiro de 1988 | Inglaterra              | -                             | formado no clube          | 2009*            |
| David Flatman                               | Pilar                     | 21 de janeiro de 1980  | Inglaterra              | 8 (0)                         | Saracens                  | 2003             |
| Mark Lilley                                 | Pilar                     | 12 de outubro de 1987  | Inglaterra              | -                             | formado no clube          | 2009*            |
| Billy Moss                                  | Pilar                     | 8 de abril de 1988     | Inglaterra              | -                             | formado no clube          | -                |
| Kane Palma-Newport                          | Pilar                     | 26 de outubro de 1990  | Inglaterra              | -                             | formado no clube          | 2011*            |
| Anthony Perenise                            | Pilar                     | 18 de outubro de 1982  | Samoa                   | 14 (5)                        | Hawke's Bay Magpies       | 2011             |
| David Wilson                                | Pilar                     | 9 de abril de 1985     | Inglaterra              | 19 (0)                        | Newcastle Falcons         | 2009             |
| David Attwood                               | Segunda Linha / Oitavo    | 5 de abril de 1987     | Inglaterra              | 2 (0)                         | Gloucester RFC            | 2011             |
| Ryan Caldwell                               | Segunda Linha             | 1 de setembro de 1984  | Irlanda                 | 2 (0)                         | Ulster                    | 2011             |
| Scott Hobson                                | Segunda Linha             | 25 de janeiro de 1988  | Inglaterra              | -                             | formado no clube          | 2010*            |
| Stuart Hooper                               | Segunda Linha             | 18 de novembro de 1981 | Inglaterra              | -                             | Leeds Carnegie            | 2008             |
| Andy Beattie                                | Asa Cego                  | 6 de setembro de 1978  | Inglaterra              | -                             | Exeter Chiefs             | 2001             |
| François Louw                               | Asa Cego                  | 15 de junho de 1985    | África do Sul           | 10 (10)                       | Stormers                  | 2011             |
| Carl Fearns                                 | Asa Cego / Asa Aberto     | 28 de maio de 1989     | Inglaterra              | -                             | Sale Sharks               | 2011             |
| Lewis Moody                                 | Asa Aberto                | 12 de junho de 1978    | Inglaterra              | 71 (45)                       | Leicester Tigers          | 2010             |
| Guy Mercer                                  | Asa Aberto                | 12 de dezembro de 1989 | Inglaterra              | -                             | formado no clube          | 2010*            |
| Ben Skirving                                | Oitavo / Asa Cego         | 9 de outubro de 1983   | Inglaterra              | 1 (0)                         | Saracens                  | 2009             |
| Simon Taylor                                | Oitavo                    | 17 de agosto de 1979   | Escócia                 | 66 (30)                       | Stade Français            | 2010             |
| Warren Fury                                 | Scrum-half                | 10 de dezembro de 1985 | País de Gales           | 2 (0)                         | Leeds Carnegie            | 2011             |
| Mark McMillan                               | Scrum-half                | 17 de maio de 1983     | Escócia                 | -                             | Glasgow Warriors          | 2010             |
| Michael Claassens                           | Scrum-half                | 28 de outubro de 1982  | África do Sul           | 8 (0)                         | Cheetahs                  | 2007             |
| Sam Vesty                                   | Abertura / Fullback       | 26 de novembro de 1981 | Inglaterra              | 2 (0)                         | Leicester Tigers          | 2010             |
| Stephen Donald                              | Abertura                  | 3 de dezembro de 1983  | Nova Zelândia           | 23 (98)                       | Chiefs                    | 2011             |
| Olly Barkley                                | Centro / Abertura         | 28 de novembro de 1981 | Inglaterra              | 23 (82)                       | Gloucester RFC            | 2009             |
| Ben Williams                                | Primeiro / Segundo Centro | 28 de maio de 1989     | Inglaterra              | -                             | formado no clube          | 2009*            |
| Dan Hipkiss                                 | Segundo Centro            | 4 de junho de 1982     | Inglaterra              | 13 (0)                        | Leicester Tigers          | 2011             |
| Matthew Carraro                             | Centro / Ponta            | 4 de agosto de 1984    | Austrália               | -                             | Waratahs                  | 2009             |
| Matt Banahan                                | Centro / Ponta            | 30 de dezembro de 1986 | Inglaterra              | 16 (20)                       | formado no clube          | 2007*            |
| Tom Biggs                                   | Ponta                     | 22 de agosto de 1984   | Inglaterra              | -                             | Newcastle Falcons         | 2010             |
| Kyle Eastmond                               | Ponta                     | 17 de julho de 1989    | Inglaterra              | -                             | St Helens RLFC            | 2011             |
| Nick Abendanon                              | Fullback                  | 27 de agosto de 1986   | Inglaterra              | 2 (0)                         | formado no clube          | 2005*            |
| Jack Cuthbert                               | Fullback / Ponta          | 3 de setembro de 1987  | Escócia                 | 1 (0)                         | formado no clube          | 2007*            |
| Última atualização: 23 de fevereiro de 2012 |                           |                        |                         |                               |                           |                  |

(*) Primeira partida como profissional após sair da Academy do Bath Rugby.

### Equipe de Base (Academy) 2011/12
- Will Tanner - Hooker
- Will Spencer - Segunda Linha
- Tom Baldwin - Terceira Linha/Asa
- Joe Buckle - Terceira Linha/Asa
- James Stephenson - Terceira Linha/Asa
- Will Skuse - Terceira Linha/Oitavo
- Will Clemesha - Scrum-half
- Chris Cook - Scrum-half
- Matt Keyte - Scrum-half
- Tom Heathcote - Fly-half
- Paul Roberts - Fly-half
- Richard Lane - Centro
- Ben Mosses - Centro
- Nick Scott - Ponta/Centro
- Olly Woodburn - Ponta
- Jamie-John Kilmartin - Fullback

## Transferências 2011/12

### Entrada de Jogadores
- Kane Palma-Newport - formado no clube
- Dave Attwood (de  Gloucester RFC) [3]
- Charlie Beech (de  London Wasps) [4]
- Kyle Eastmond (de  St Helens) [5]
- Carl Fearns (de  Sale Sharks) [4]
- Dan Hipkiss (de  Leicester Tigers) [6]
- Ryan Caldwell (de  Ulster) [7]
- Stephen Donald (de  Chiefs) [8]
- Anthony Perenise (de  Hawke's Bay) [9]
- Francois Louw (de  Stormers) [10]
- Chris Biller (de  San Francisco Golden Gate RFC) [11]
- Warren Fury (de  Leeds Carnegie) [12]

### Saída de Jogadores
- Ignacio Fernández Lobbe - aposentou-se [13]
- David Barnes - aposentou-se [14]
- Danny Grewcock - aposentou-se [15]
- Shontayne Hape (para  London Irish) [16]
- Aaron Jarvis (para  Ospreys) [17]
- Peter Short (para  Exeter Chiefs) [18]
- Jacques Boussuge (para  Brive) [19]
- Butch James (para  Lions) [20]
- Luke Watson (para  Southern Kings) [21]
- John van der Giessen (para  Utah Warriors) [22]

## Decorrer da temporada

### Calendário 2011/12
| Data da partida   | Time da Casa          | Visitante          | Placar (bônus) | Local da partida     | Campeonato                      | Classificação |
| 12 agosto 2011    | Bath Rugby            | Melbourne Rebels   | 15 - 0         | Recreation Ground    | Amistoso                        | -             |
| 19 agosto 2011    | Cardiff Blues         | Bath Rugby         | 26 - 15        | Cardiff City Stadium | Amistoso                        | -             |
| 26 agosto 2011    | Bath Rugby            | Bristol Rugby      | 20 - 16        | Recreation Ground    | Amistoso                        | -             |
| 3 setembro 2011   | Newcastle Falcons     | Bath Rugby         | 9 - 22         | Kingston Park        | 1ª rodada da Aviva Premiership  | 1º (4 pts)    |
| 10 setembro 2011  | Bath Rugby            | Saracens           | (BD) 26 - 28   | Recreation Ground    | 2ª rodada da Aviva Premiership  | 5º (5 pts)    |
| 17 setembro 2011  | Bath Rugby            | Exeter Chiefs      | 23 - 19        | Recreation Ground    | 3ª rodada da Aviva Premiership  | 3º (9 pts)    |
| 24 setembro 2011  | Gloucester RFC        | Bath Rugby         | 23 - 6         | Kingsholm Stadium    | 4ª rodada da Aviva Premiership  | 7° (9 pts)    |
| 1º outubro 2011   | Bath Rugby            | Leicester Tigers   | 26 - 25        | Recreation Ground    | 5ª rodada da Aviva Premiership  | 6º (13 pts)   |
| 9 outubro 2011    | London Wasps          | Bath Rugby         | 27 - 24 (BD)   | Adams Park           | 6ª rodada da Aviva Premiership  | 7º (14 pts)   |
| 15 outubro 2011   | Newport Gwent Dragons | Bath Rugby         | 16 - 46 (BT)   | Rodney Parade        | 1ª rodada da Copa Anglo-Galesa  | 1º            |
| 22 outubro 2011   | Bath Rugby            | Worcester Warriors | (BT) 46 - 13   | Recreation Ground    | 2ª rodada da Copa Anglo-Galesa  | 1º            |
| 29 outubro 2011   | London Irish          | Bath Rugby         | 12 - 13        | Madejski Stadium     | 7ª rodada da Aviva Premiership  | 4º (18 pts)   |
| 5 novembro 2011   | Bath Rugby            | Harlequins         | 13 - 26        | Recreation Ground    | 8ª rodada da Aviva Premiership  | 7º (18 pts)   |
| 13 novembro 2011  | Glasgow Warriors      | Bath Rugby         | 26 - 21 (BD)   | Firhill Arena        | 1ª rodada da Copa Heineken      | 4º            |
| 20 novembro 2011  | Bath Rugby            | Montpellier        | 16 - 13        | Recreation Ground    | 2ª rodada da Copa Heineken      | 2º            |
| 25 novembro 2011  | Worcester Warriors    | Bath Rugby         | 16 - 7         | Sixways Stadium      | 9ª rodada da Aviva Premiership  | 9º (18 pts)   |
| 3 dezembro 2011   | Bath Rugby            | Sale Sharks        | (BD) 13 - 16   | Recreation Ground    | 10ª rodada da Aviva Premiership | 10º (19 pts)  |
| 11 dezembro 2011  | Bath Rugby            | Leinster Rugby     | (BD) 13 - 18   | Recreation Ground    | 3ª rodada da Copa Heineken      | 3º            |
| 17 dezembro 2011  | Leinster Rugby        | Bath Rugby         | 52 - 27        | Aviva Stadium        | 4ª rodada da Copa Heineken      | 3º            |
| 24 dezembro 2011  | Northampton Saints    | Bath Rugby         | 22 - 13        | Franklin's Gardens   | 11ª rodada da Aviva Premiership | 10º (19 pts)  |
| 1º janeiro 2012   | Bath Rugby            | London Irish       | 30 - 3         | Recreation Ground    | 12ª rodada da Aviva Premiership | 9º (23 pts)   |
| 8 janeiro 2012    | Saracens              | Bath Rugby         | 26 - 19 (BD)   | Vicarage Road        | 13ª rodada da Aviva Premiership | 10º (24 pts)  |
| 14 janeiro 2012   | Montpellier           | Bath Rugby         | 24 - 22 (BD)   | Stade Yves Du Manoir | 5ª rodada da Copa Heineken      | 4º            |
| 21 janeiro 2012   | Bath Rugby            | Glasgow Warriors   | 23 - 18        | Recreation Ground    | 6ª rodada da Copa Heineken      | 3º            |
| 28 janeiro 2012   | Bath Rugby            | Northampton Saints | (BT) 46 - 14   | Recreation Ground    | 3ª rodada da Copa Anglo-Galesa  | 1º            |
| 5 fevereiro 2012  | Exeter Chiefs         | Bath Rugby         | 3 - 31 (BT)    | Sandy Park           | 4ª rodada da Copa Anglo-Galesa  | 1º            |
| 11 fevereiro 2012 | Bath Rugby            | Newcastle Falcons  | (BT) 30 - 24   | Recreation Ground    | 14ª rodada da Aviva Premiership | 9º (29 pts)   |
| 18 fevereiro 2012 | Bath Rugby            | Gloucester RFC     | (BD) 11 - 14   | Recreation Ground    | 15ª rodada da Aviva Premiership | 9º (30 pts)   |
| 25 fevereiro 2012 | Exeter Chiefs         | Bath Rugby         | 9 - 12         | Sandy Park           | 16ª rodada da Aviva Premiership | 9º (34 pts)   |
| 3 março 2012      | Bath Rugby            | Worcester Warriors | (BT) 36 - 17   | Recreation Ground    | 17ª rodada da Aviva Premiership | 8º (39 pts)   |
| 9 março 2012      | Bath Rugby            | Leicester Tigers   | 16 - 17        | Recreation Ground    | Semifinal da Copa Anglo-Galesa  | Eliminado     |
| 24 março 2012     | Harlequins            | Bath Rugby         | 14 - 6         | Twickenham Stoop     | 18ª rodada da Aviva Premiership | 8º (39 pts)   |
| 31 março 2012     | Bath Rugby            | Northampton Saints | 6 - 26         | Recreation Ground    | 19ª rodada da Aviva Premiership | 8º (39 pts)   |
| 13 abril 2012     | Sale Sharks           | Bath Rugby         | 16 - 9 (BD)    | Edgeley Park         | 20ª rodada da Aviva Premiership | 8º (40 pts)   |
| 21 abril 2012     | Bath Rugby            | London Wasps       | 17 - 12        | Recreation Ground    | 21ª rodada da Aviva Premiership | 7º (44 pts)   |
| 5 maio 2012       | Leicester Tigers      | Bath Rugby         | 28 - 3         | Welford Road         | 22ª rodada da Aviva Premiership | 8º (44 pts)   |

| Cor | Situação do clube naquele momento (competição a que se refere)                                 |
|     | Classificado para a próxima fase da competição (para todas as competições)                     |
|     | Classificado para a próxima H Cup e desclassificado da competição (apenas Premiership)         |
|     | Classificado para a próxima Challenge Cup e desclassificado da competição (apenas Premiership) |
|     | Desclassificado / Eliminado da competição (para todas as competições)                          |